# Szymon Szymonowic
Szymon Szymonowic, adlad med namnet Bendoński, född 24 oktober 1558 i Lwów, död 5 maj 1629 i Czernięcin, var en polsk skald. 
Szymonowic var verksam som lärare i Lwów. Han skrev på latin dramat Castus Joseph (1587; polsk översättning  1597), den patriotiska klagodikten Aelinopaean (1589), den bibliska parafrasen Joel propheta (1593; polsk översättning 1722) samt en mängd läro- och reflexionsdikter, däribland Imagines diaetae Zamoscianae (tryckt 1604), Hercules prodicius (1602), Oda (1612) och Lutnia rokoszańska (tryckt 1863). 
På polska diktade Szymonowic den idylliska cykeln Sielanki (1614; omtryckt 1837, "Bykvinnor"), dels efter förebild av Theokritos, dels självständigt, med realistisk tillämpning på polska förhållanden. Ett urval av hans latinska skrifter publicerades 1772.